# Конысбайский сельский округ
Конысба́йский се́льский окру́г (каз. Қонысбай ауылдық округі) — административная единица в составе Зерендинского района Акмолинской области Республики Казахстан. Административный центр — село Конысбай.

## География
Сельский округ расположен на севере района, граничит:
- на востоке с Алексеевской поселковой администрацией и Кусепским сельским округом,
- на юге с Кокшетауской городской администрацией,
- на юго-западе с Симферопольским сельским округом,
- на северо-западе со сельским округом имени Сакена Сейфуллина.

Через территорию сельского округа проходит автодорога А-1 (с юга на север).
Протекает река Шагалалы.

## История
В 1989 году существовал как Конысбайский сельсовет (сёла Конысбай, Васильковка, Донгулагаш, посёлок Гранитный) в составе Кокчетавского района.
В 1997 году после упразднение Кокчетавского, в составе Зерендинского района.

## Население
| Численность населения | Численность населения | Численность населения |
| 1989                  | 1999                  | 2009                  |
| --------------------- | --------------------- | --------------------- |
| 4178                  | ↘2089                 | ↘2033                 |

## Состав
В состав сельского округа входят 4 населённых пунктов.
| № | Населённый пункт | Тип населённого пункта       | Население, 1989 | Население, 1999 | Население, 2009 |
| - | ---------------- | ---------------------------- | --------------- | --------------- | --------------- |
| 1 | Васильковка      | село                         | 606             | 510             | 503             |
| 2 | Гранитный        | село                         | 2 426           | 498             | 515             |
| 3 | Донгулагаш       | село                         | 204             | 223             | 224             |
| 4 | Конысбай         | село, административный центр | 942             | 858             | 791             |

## Экономика
Согласно отчёту акима сельского округа за 2020 год:
Сельское хозяйство представляется 19 хозяйствующими субъектами, из которых 12 ― имеют статус ТОО и 8 — КХ.
В округе нет залежных земель, посевная компания проводится согласно рабочего плана, организовано в срок. Всего посевных площадей составляет — 4011 га.

## Объекты округа
В округе функционирует 4 общеобразовательных школ с количеством более 300 учащихся. Обучением и воспитанием учащихся занимается более 80 учителей с высшим педагогическим образованием. Имеются 4 мини-центра с количеством детей 93 от 3 до 6 лет.
Оказанием мед. помощи в округе занимается 1 ФАП и 3 МП где работает 5 медработников со средне-специальным образованием.